# Jaroslav Michal

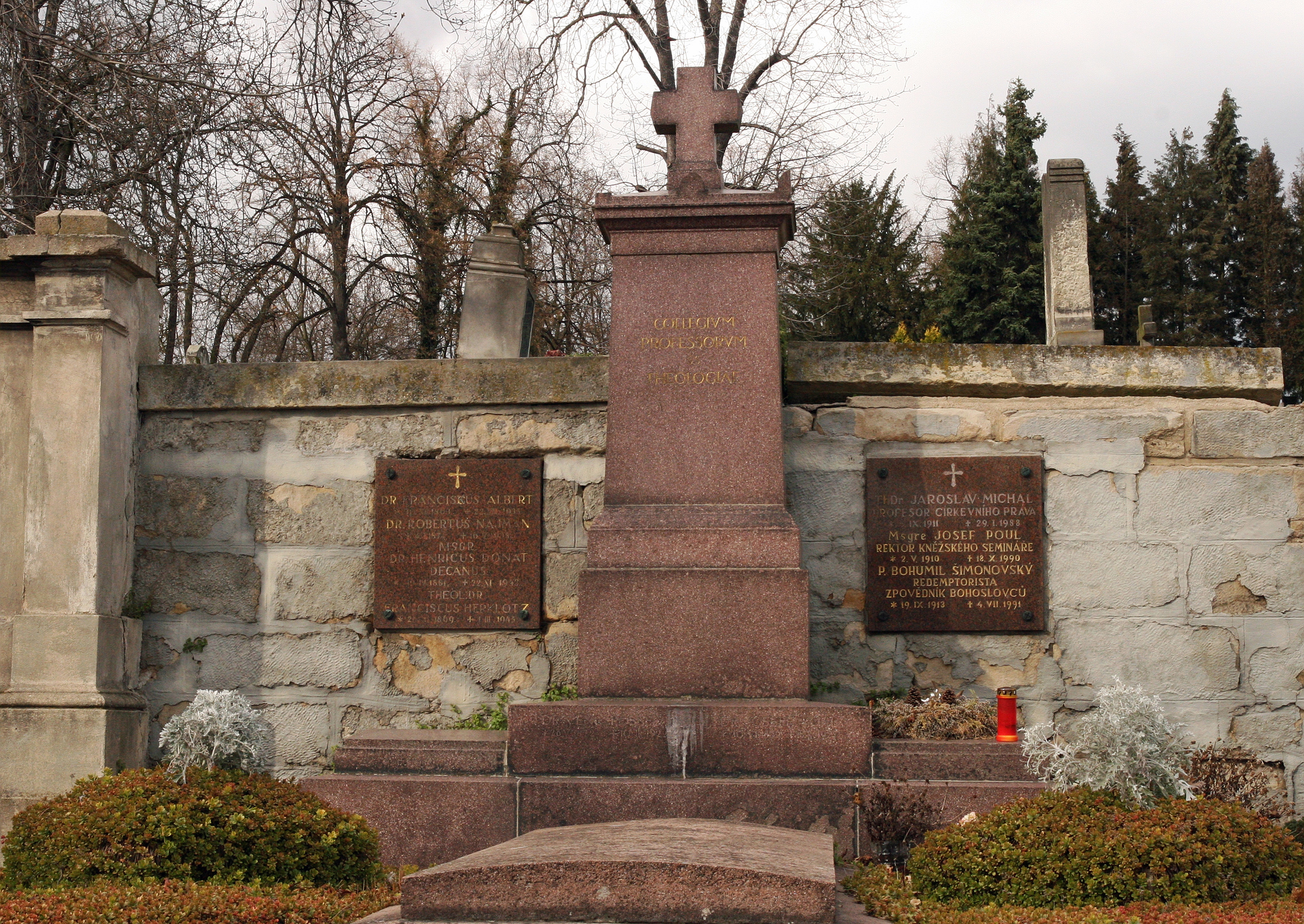
Hrobka profesorů teologie, městský hřbitov, Litoměřice

Jaroslav Michal (5. září 1911 Hluboká nad Vltavou – 29. ledna 1988 Litoměřice) byl český římskokatolický teolog, duchovní, právník, odborník na církevní právo a vysokoškolský pedagog.

## Život
Středoškolské vzdělání získal na státním klasickém Jirsíkově gymnáziu v Českých Budějovicích a státním Jiráskově gymnáziu v Praze, kde v roce 1935 maturoval. V letech 1933-1935 se stal mimořádným posluchačem filozofické fakulty Karlovy univerzity v Praze a poté absolvoval bohosloveckou fakultu Karlovy univerzity v Praze, kterou zakončil v roce 1940. V témže roce byl vysvěcen na kněze a začal působit v pastoraci. Stal se středoškolským profesorem a pracovníkem konzistoře litoměřického biskupství. Od 6. října 1954 působil na Římskokatolické Cyrilometodějské bohoslovecké
fakultě v Praze se sídlem v Litoměřicích jako lektor pro obor církevního práva a pro obor pedagogiky a katechetiky. Dne 3. listopadu 1954 byl na CMBF jmenován odborným asistentem pro obor církevního práva. Od 1. listopadu 1954 do 30. června 1955 suploval pedagogiku a katechetiku.
V roce 1956 získal doktorát teologie na CMBF po předložení disertační práce s názvem Manželství práva přirozeného a svátostné a 19. června 1956 byl promován. 4. února 1960 byl jmenován docentem pro obor církevního práva, s účinností od 1. ledna 1960 po předložení spisu s názvem Dějiny manželství. 15. září 1965 byl na CMBF jmenován profesorem pro obor církevního práva, s účinností od 1. října 1965. Dne 26. listopadu 1969 byl jmenován vedoucím katedry praktických oborů, s účinností od 1. října 1969 a dne 12. října 1970 byl jmenován proděkanem pro roky 1970-1972. Jeho působení na CMBF bylo ukončeno 31. ledna 1973. Zemřel 29. ledna 1988. Poslední rozloučení s ním se konalo v katedrále sv. Štěpána v Litoměřicích, a poté byl pohřben do hrobu profesorů teologického učiliště na litoměřickém hřbitově. K jeho velikému počinu patří péče o překlad Kodexu kanonického práva z roku 1917, k němuž napsal úvod, a který přeložil František Kop.